# Oxelaëre
Oxelaëre (niederländisch Okselare, westflämisch Okseloare, Aussprache [ɔksəlaʁ]) ist eine französische Gemeinde mit 533 Einwohnern (Stand: 1. Januar 2022) im Département Nord in der Region Hauts-de-France. Sie gehört zum Arrondissement Dunkerque und ist Mitglied im Gemeindeverband Cœur de Flandre Agglo. Die Bewohner werden Oxelaërois und Oxelaëroises genannt. In Oxelaëre wird auch Westflämisch gesprochen.

## Geografie

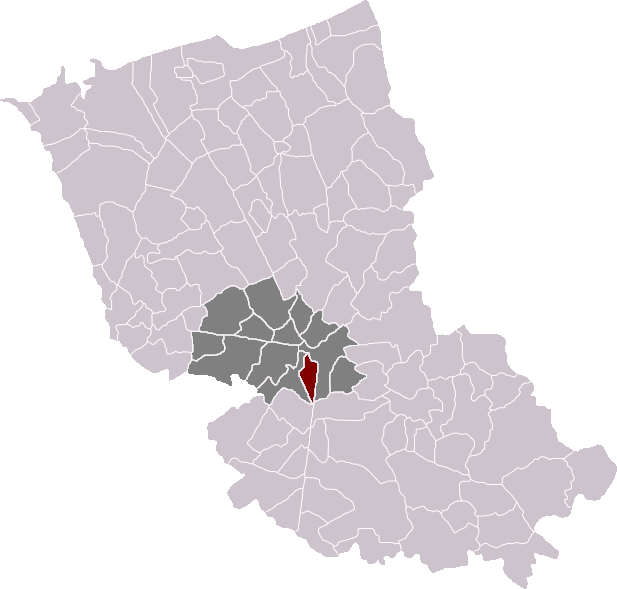
Lage von Oxelaëre im Arrondissement Dunkerque

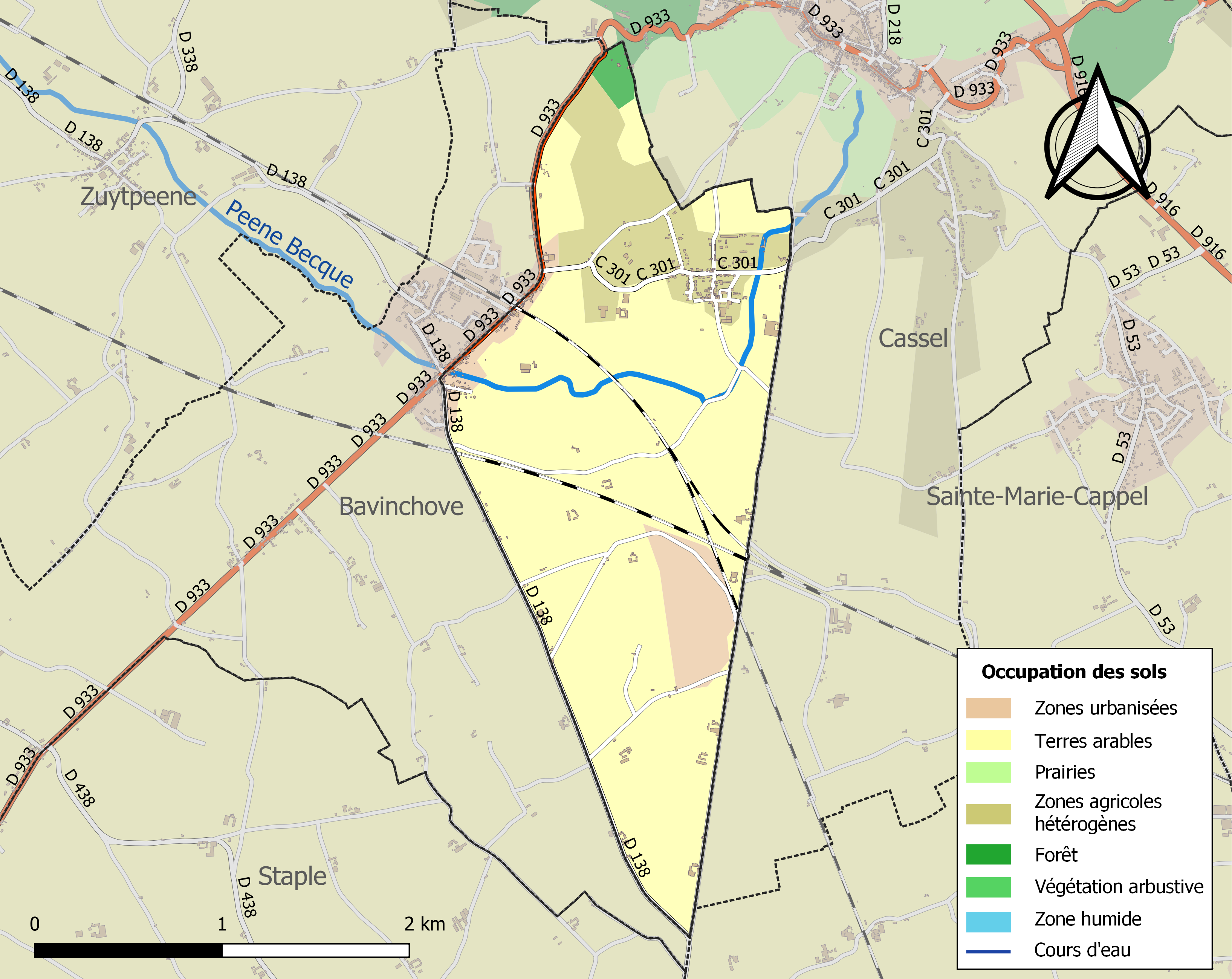
Bodennutzung, Hydrografie und Infrastruktur der Gemeinde (2018)

Oxelaëre liegt etwa 29 Kilometer südsüdöstlich von Dünkirchen und etwa 46 Kilometer westnordwestlich von Lille in der Région naturelle Houtland. 
Der Süden des 4,72 km² umfassenden Gemeindegebietes ist weitgehend eben (30 bis 40 m über dem Meer), während der Norden im Bereich der Monts des Flandres (West-Vlaams Heuvelland / Westflämisches Hügelland) liegt. Die Gemeinde hat einen Anteil am Südhang der mit 176 m höchsten Erhebung dieses Hügellandes und ganz Flanderns – dem Mont Cassel (Kasselberg). Am Kasselberg entspringen kleinere Bäche, die als Quellflüsse in der Peene Becque aufgehen. Der Süden der Gemeinde wird von der Bornhol Becque entwässert.
Ein Teil des Gebiets nördlich des Zentrums gehört zur ZNIEFF-Naturzone „Mont des Récollets et Mont Cassel“ (310013757). Rund 91 % der Fläche der Gemeinde werden landwirtschaftlich genutzt, rund 6 % entfallen auf das Gelände der Photovoltaik-Freiflächenanlage von Oxelaëre, rund 2 % auf bebaute Flächen, 1 % ist bewaldet (Stand: 2018).
Nachbargemeinden von Oxelaëre sind Cassel im Norden und Osten, Hondeghem im Südosten sowie Bavinchove im Südwesten und Westen. Neben dem geschlossenen Siedlungsbild des Kernortes liegen im Gemeindegebiet von Oxelaëre einige Weiler (u. a. La Bergeronnette, Ferme Sainte-Aldegonde) und verstreute Einzelhöfe. Außerdem gehört ein schmaler Siedlungsstreifen östlich der Straße von Cassel nach Saint-Omer zu Oxelaëre, direkt an Bavinchove angrenzend. Charakteristisch für die Umgebung ist die Weidewirtschaft und das bis auf kleinere Obstbaumhaine im Norden völlige Fehlen von Waldgebieten.

## Etymologie und Geschichte
Der Name der Gemeinde leitet sich aus dem germanischen Präfix ansu-, was „Gott“ bedeuten könnte und hlǣri „mooriges, bewaldetes Terrain“ ab. Namensformen waren in der Folge „Osclarum“ (1115), „Osclare“ und „Osclara“ (1122), „Ocslera“ (um 1130), „Osclara“ (1141), „Oxslare“ (1208).
Das Dorf Oxelaëre entstand an der Römerstraße zum Ärmelkanal (Abschnitt Cassel – Aire-sur-la-Lys). Hier entstand das Château de la Motte-aux-Bo, die Lieblingsburg der Herren von Cassel.
Einen Teil von Oxelaere schenkte Robert der Friese, Graf von Flandern, Ende des 11. Jahrhunderts, dem Kapitel Saint-Pierre in Cassel. Weitere Teile des heutigen Gemeindegebietes war auf verschiedene lokale Herrschaften aufgeteilt, darunter die Herren von Schoebecque und von Ochtezeele.
Das Kirchdorf Oxelaëre wurde durch königlichen Erlass im späten 18. Jahrhundert den Herren von Schoebecque vermacht. Deren Familienoberhaupt, François Lenglé, war in Versailles im April 1759 als Belohnung für geleistete Dienste zum Ritter geschlagen worden.
Oxelaëre blieb bis zur Französischen Revolution in der Hand der Familie Lenglé Schoebecque. Kirchlich war das Dorf Teil der Diözese von Ypern.

### Bevölkerungsentwicklung
| Jahr      | 1962 | 1968 | 1975 | 1982 | 1990 | 1999 | 2011 | 2021 |
| --------- | ---- | ---- | ---- | ---- | ---- | ---- | ---- | ---- |
| Einwohner | 508  | 571  | 515  | 436  | 383  | 362  | 524  | 528  |

Im Jahr 1968 wurde mit 571 Bewohnern die bisher höchste Einwohnerzahl ermittelt. Die Zahlen basieren auf den Daten von cassini.ehess und INSEE.

## Kultur und Sehenswürdigkeiten

### Bauwerke
- Kirche Saint-Martin
- Kapelle Saint-Michel
- Oratorium: die Marienkapelle wurde 1949 von Monsieur l’Abbé Denève errichtet als Dank für die weitgehende Verschonung des Dorfes im Zweiten Weltkrieg trotz heftiger Kämpfe in unmittelbarer Nähe
- ehemaliger Templerhof
- ehemalige Einsiedelei (l’Ermitage)
- Wegkreuze

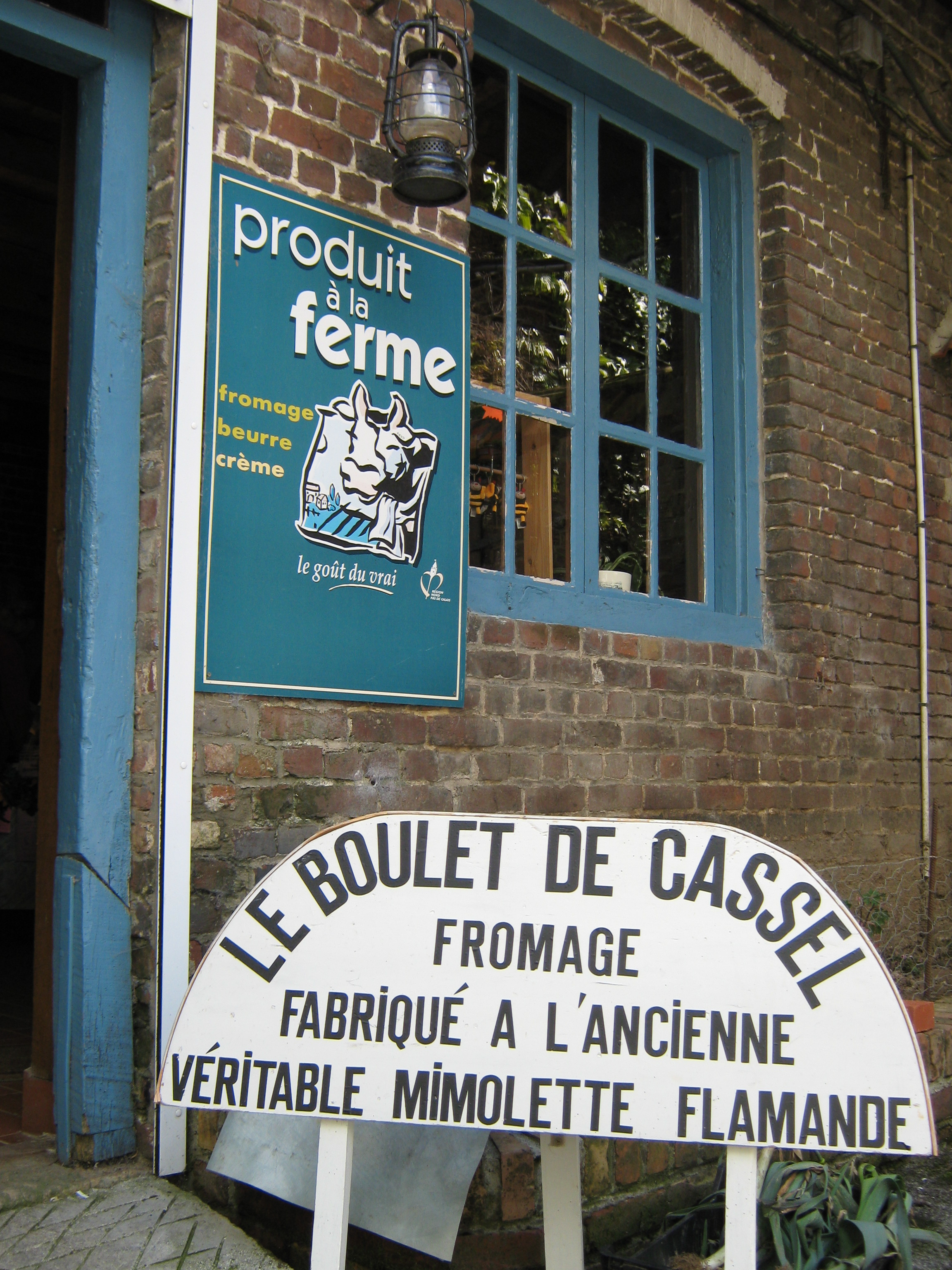
Ehemaliger Hof der Templer, heute Produktionsstätte des Käses Boulet de Cassel
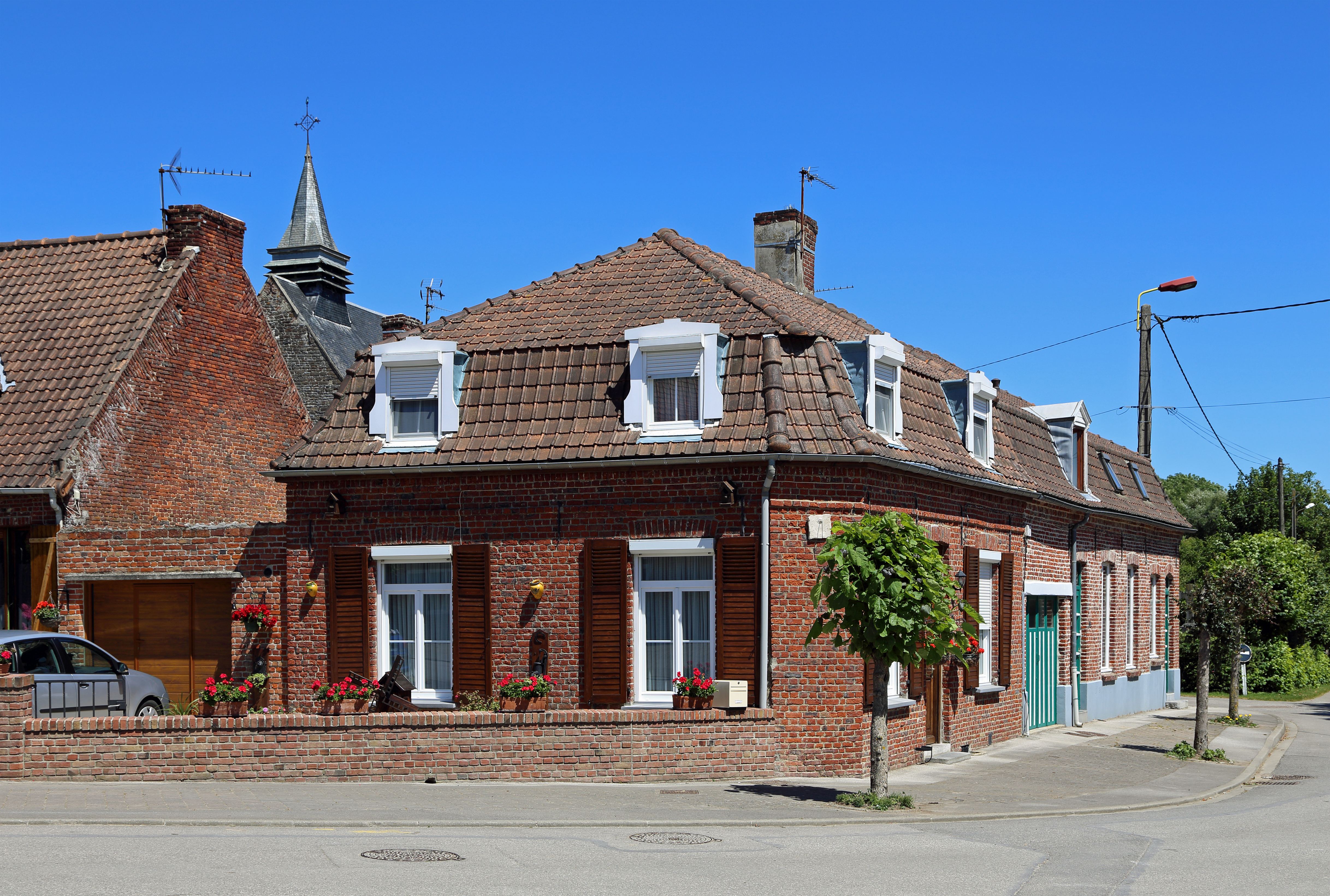
Wohnhäuser im Dorfzentrum
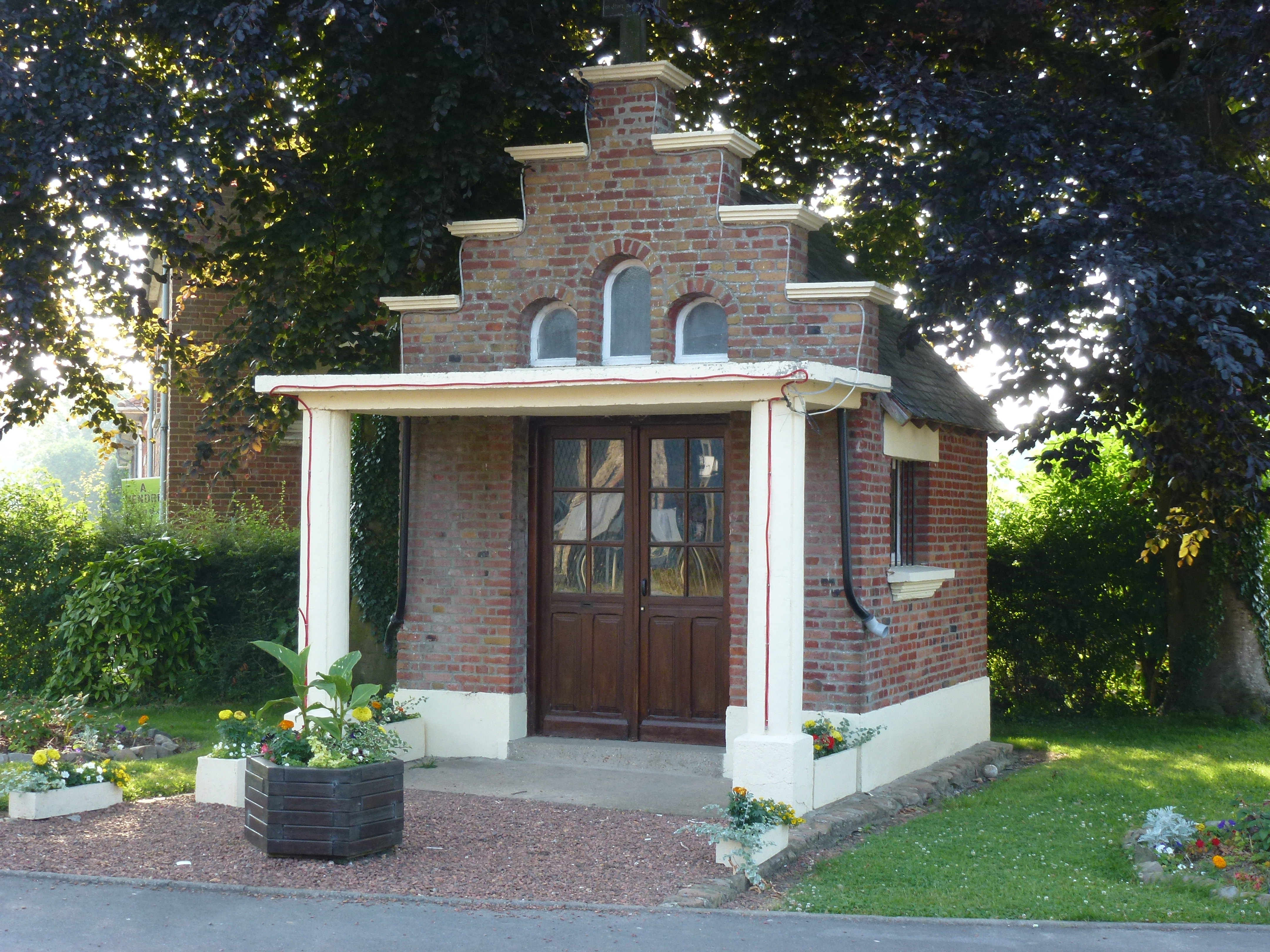
Oratorium
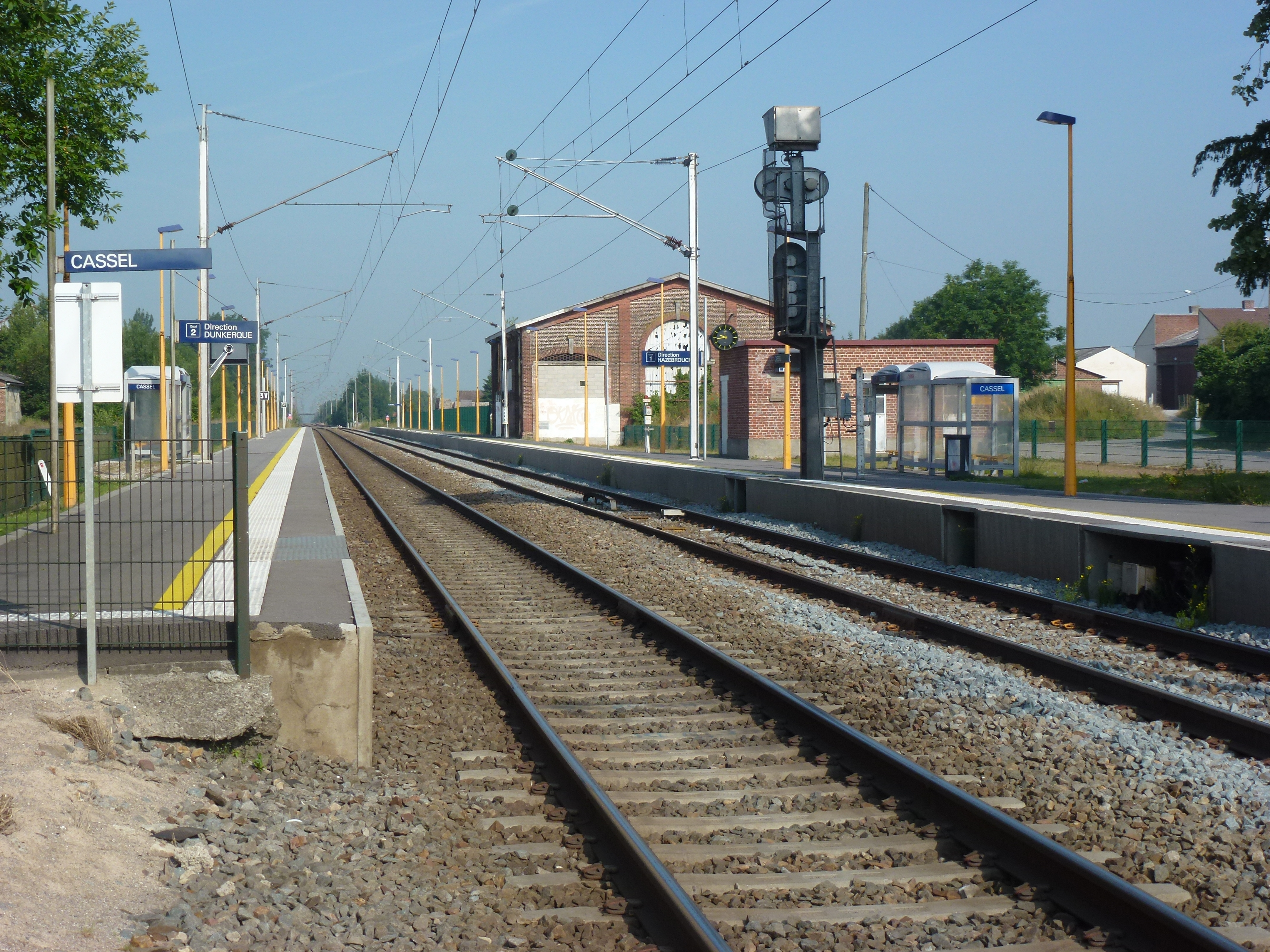
Bahnhof „Cassel“ an der Grenze zwischen Bavinchove und Oxelaëre
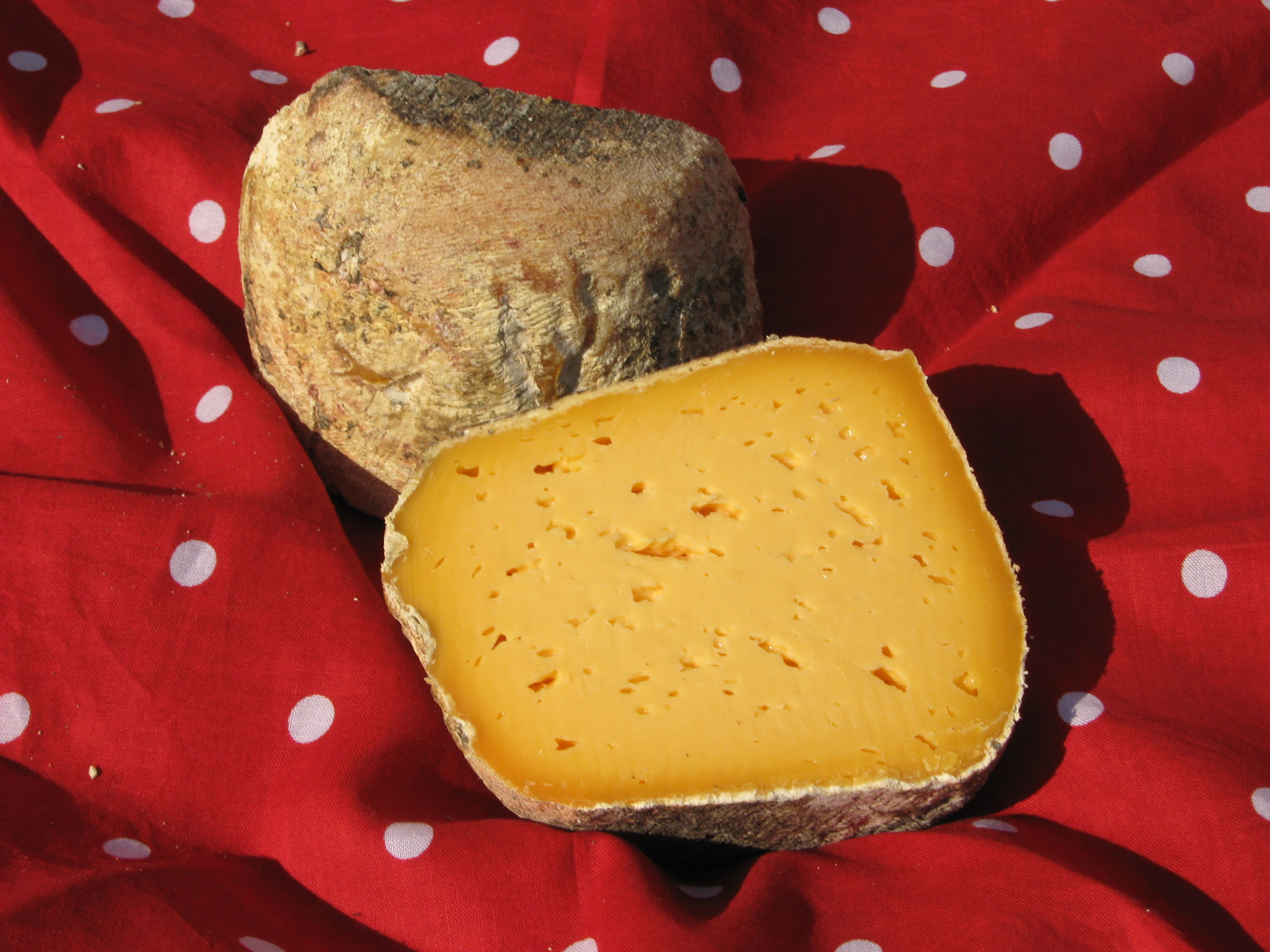
In Oxelaëre produzierter Käse Boulet de Cassel

Kirche St. Martin
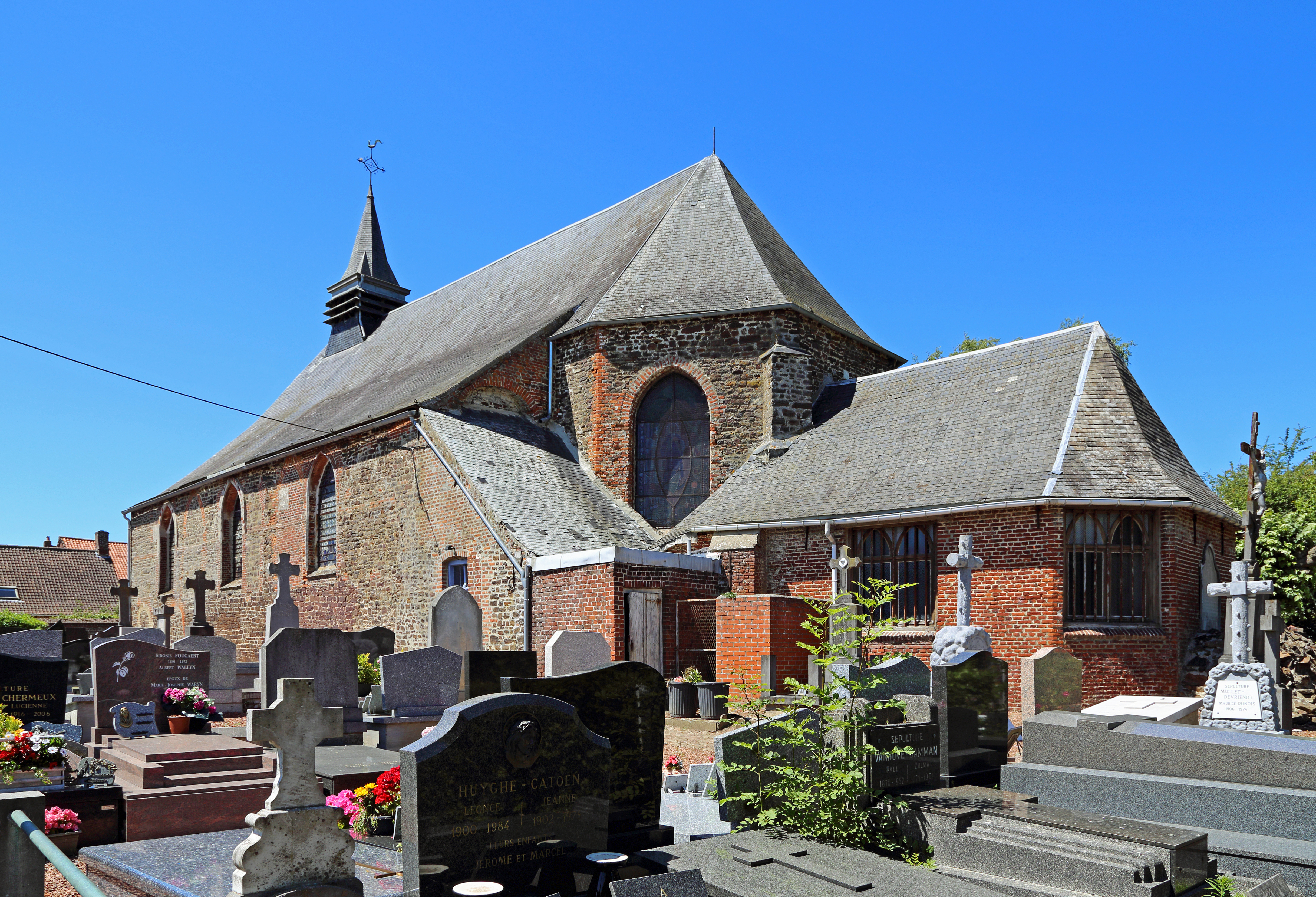
Südostseite und Friedhof
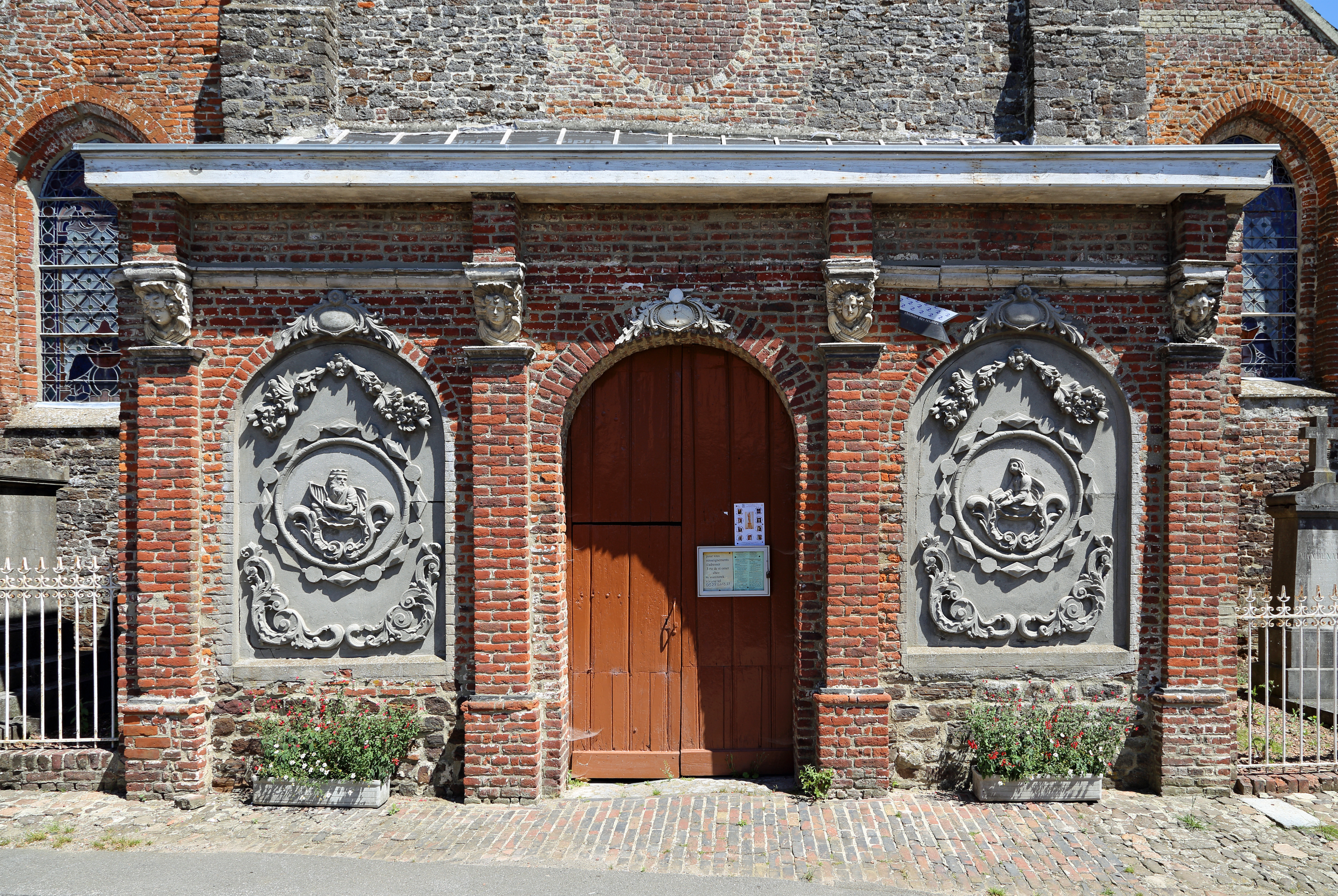
Kirchenportal
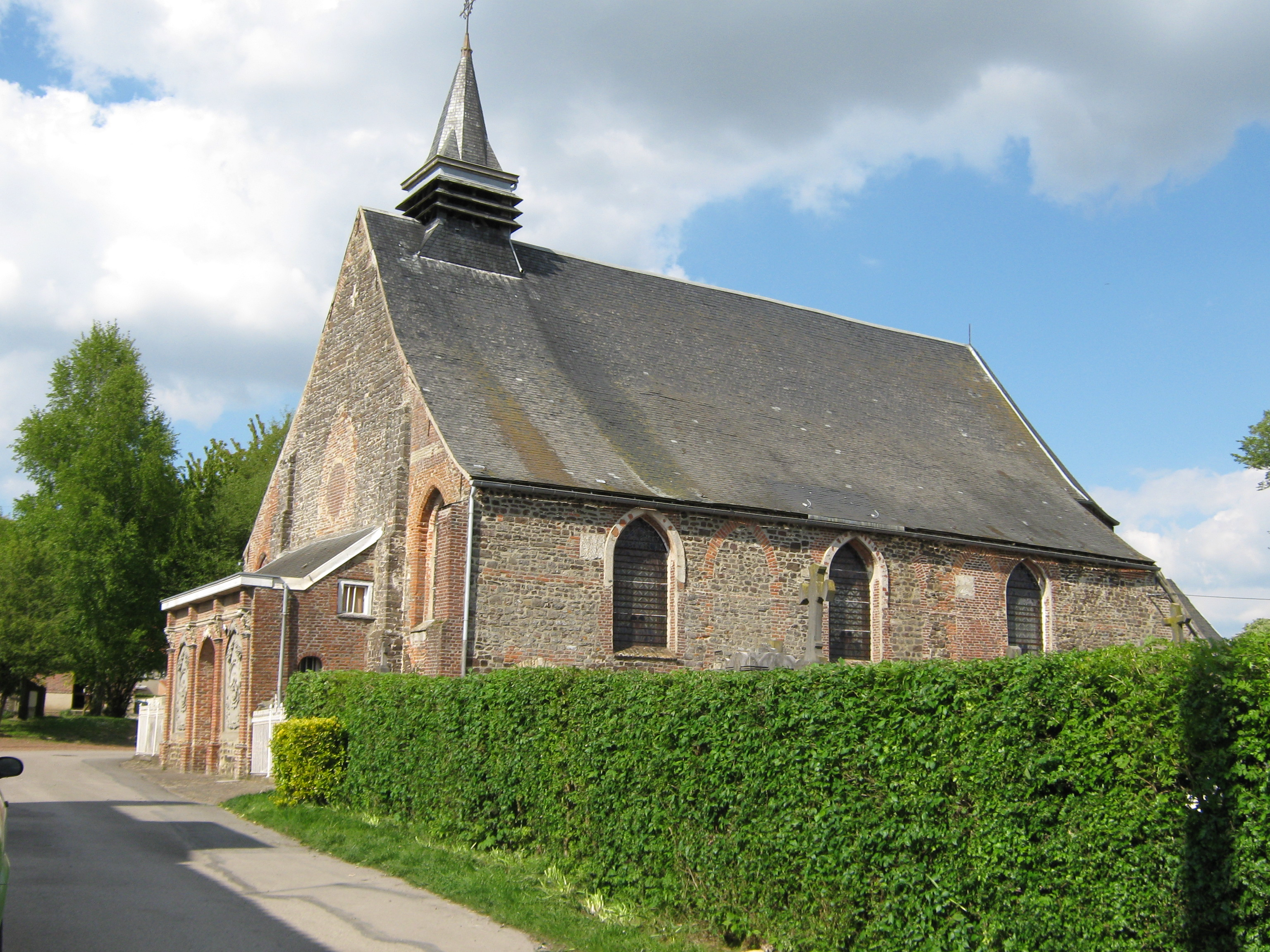
Südwestseite
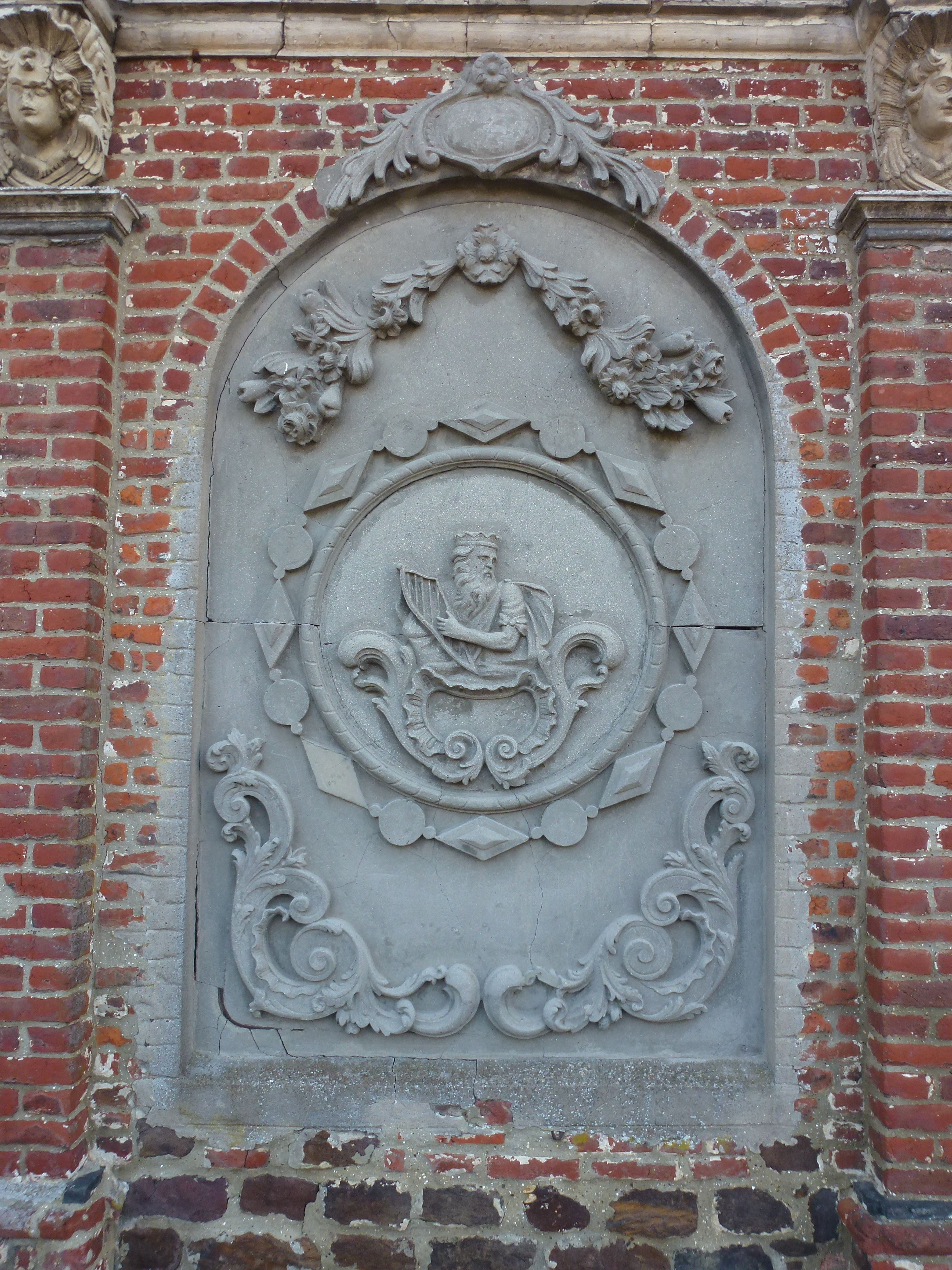
Relief König Davids

### Folklore
In Oxelaërel gibt es wie in anderen Orten Nordfrankreichs und Belgiens die Tradition der Riesen-Prozessionen (Géants). Die Riesen sieht man zur Karnevalszeit und bei vielen anderen regionalen Festen. 2006 fand in Steenvoorde das Europäische Festival der Riesen statt. Seit 2005 werden die Aufführungen von der UNESCO unter dem Titel Prozessionen der Riesen und Drachen aus Belgien und Frankreich als Meisterwerke des mündlichen und immateriellen Erbes der Menschheit geführt. Die Géant-Figur von Oxelaëre ist „Fiacre le jardinier“ (Fiacre der Gärtner), eine 3,50 m hohe und 50 kg schwere Riesenpuppe, die von einer Person getragen wird.

## Wirtschaft und Infrastruktur
Die Landwirtschaft spielt nach wie vor eine wichtige Rolle in Oxelaëre. Es gibt 16 landwirtschaftliche Betriebe in der Gemeinde (Getreide-, Gemüse- und Obstanbau, Milchwirtschaft, Geflügelzucht), daneben einige kleine Handwerks- und Dienstleistungsunternehmen. Ein über die Region Flandern hinaus bekanntes Produkt ist der Käse Boulet de Cassel, der in Oxelaëre produziert wird. Der Käse wird aus Rohmilch von Flämisch-Roten Kühen hergestellt. Die Milch wird täglich verarbeitet und erfährt keine Kühlung. Der Käse reift acht Wochen im Keller bei drei Drehungen pro Woche.
Oxelaëre liegt etwas abseits der überregionalen Verkehrsströme. Die Departementsstraße D 933, die ehemalige Route nationale 42, von Boulogne-sur-Mer über Saint-Omer nach Bailleul über Cassel wird entlang der nordwestlichen Gemeindegrenze geführt. Lokale Landstraßen verbinden das Zentrum der Gemeinde mit den Weilern und Nachbargemeinden. Busse zweier Linien der Transportgesellschaft Arc-en-Ciel des Départements Nord verbinden Oxelaëre mit Buysscheure über Cassel und mit Hazebrouck.
Kurz hinter der Grenze zur Nachbargemeinde Oxelaëre befindet sich der Haltepunkt „Cassel“ an der Bahnstrecke Arras–Dunkerque, der von Zügen von drei Linien der TER Hauts-de-France bedient wird und Bavinchove mit Dünkirchen sowie mit Hazebrouck und Lille verbindet. Die Eisenbahn-Schnellfahrstrecke LGV Nord von Paris zum Eurotunnel durchquert das Gemeindegebiet ohne Haltepunkt.

## Belege
1. ↑  Biodiversité dans les territoires - Oxelaëre. Inventaire national du patrimoine naturel (INPN), abgerufen am 13. Mai 2024 (französisch).
2. ↑  Répartition des superficies en 15 postes d’occupation des sols (métropole). CORINE Land Cover, 2018, abgerufen am 13. Mai 2024 (französisch).
3. ↑  Maurits Gysseling: Toponymisch Woordenboek van België, Nederland, Luxemburg, Noord-Frankrijk en West-Duitsland (vóór 1226). Koninklijke Academie voor Nederlandse Taal en Letteren (KANTL), 1960, S. 760, abgerufen am 13. Mai 2024 (niederländisch).
4. ↑  Geschichtsabriss auf www.oxelaere.fr (Memento des Originals vom 24. September 2015 im Internet Archive)  Info: Der Archivlink wurde automatisch eingesetzt und noch nicht geprüft. Bitte prüfe Original- und Archivlink gemäß Anleitung und entferne dann diesen Hinweis., abgerufen am 1. August 2015 (französisch)
5. ↑  Oxelaëre auf cassini.ehess
6. ↑  Oxelaëre auf INSEE
7. ↑  Fiacre le jardinier auf www.oxelaere.fr (Memento vom 24. September 2015 im Internet Archive) (französisch)
8. ↑  Landwirtschaftsbetriebe in Oxelaëre (französisch)
9. ↑  Plan du périmètre Flandres - Arc en Ciel. Arc-en-Ciel, abgerufen am 13. Mai 2024 (französisch).
10. ↑  Mes Lignes TER - Secteur: Hazebrouck-St-Omer-Dunkerque. (PDF) SNCF, abgerufen am 13. Mai 2024 (französisch).